# Pierre Victor Auger
Pierre Victor Auger (París, 14 de mayo de 1899-París, 25 de diciembre de 1993) fue un físico francés. Son destacados sus trabajos sobre física atómica, física nuclear y rayos cósmicos. Tuvo un gran interés en la divulgación de la ciencia.

## Vida
En 1919 entró en la Escuela Normal Superior de París, donde en 1926 obtuvo el doctorado. Allí fue profesor de física desde 1937, y en 1945 se convierte en representante de educación superior para el gobierno francés, estando muchas de sus reformas que realizó vigentes todavía en el actual sistema educativo. Entre 1948 y 1960 fue director del Departamento de Ciencias de la Unesco, contribuyendo en la creación de varios organismos de investigación originales, participando en la creación del CERN, en 1953. Abandonó el puesto pasando a presidir la French Space Commission, que abandonó a su vez en 1964 para convertirse en director general de la European Space and Research Organization, cargo que ocupó hasta su jubilación en 1967.

## Investigaciones
Su trabajo se centró sobre todo en la física nuclear y en los rayos cósmicos.
En 1925 descubrió lo que se conoce como "Efecto Auger" o "Electrón auger", en el cual un átomo excitado emite un electrón en lugar de un fotón para pasar a un nivel menor de energía. Técnicamente, fue la austriaca Lisa Meitner unos años antes la primera en descubrir este hecho, pero el artículo de Auger tuvo mayor repercusión y por ello el fenómeno recibe su nombre.
En 1938 realizó un exhaustivo estudio sobre la Cascada Atmosférica Extensa (Air showers en inglés), una cascada de partículas producidas por un rayo cósmico que entra en la atmósfera terrestre, más tarde conocido como Chorro de Auger (Auger shower). Además, también escribió algún que otro libro de poesía.